# Unonopsis perrottetii
Unonopsis perrottetii är en kirimojaväxtart som först beskrevs av A. Dc., och fick sitt nu gällande namn av Robert Elias Fries. Unonopsis perrottetii ingår i släktet Unonopsis och familjen kirimojaväxter. Inga underarter finns listade i Catalogue of Life.